# Цахкна, Маргус
Маргус Цахкна (эст. Margus Tsahkna; 13 апреля 1977, Тарту, Эстонская CСР, СССР) — эстонский политический и государственный деятель, лидер новой либеральной партии Эстония 200 с 19 ноября 2023 года по 31 августа 2024 год, Министр иностранных дел Эстонии с 17 апреля 2023 года.
В прошлом — лидер консервативной партии Союз Отечества и Res Publica (2015—2017), министр обороны (2016—2017) и министр социальной защиты (2015—2016), депутат Рийгикогу (2007—2015).

## Политическая деятельность
В 2000 году он вступил в партию «Союз отечества» (Pro Patria).
С 2001 по 2004 он был председателем «Noor-Isamaa», молодёжной организации при партии «Союз отечества».
С 2001 по 2003 он был советником города Тарту. С 2003 по 2006 он был секретарем партии «Союз Отечества» по политическим вопросам. После слияния партий «Союз отечества» и «Союз Республики» в новую партию «Pro Patria ja Res Publica Liit», с 2007 по 2010 года он был её генеральным секретарем, а с 2010 по 2013 также политическим секретарем. С 2013 года он являлся заместителем председателя партии.
С 2007 года он являлся членом парламента Эстонии. С 2011 года он являлся председателем социальной комиссии.
В 2000 году он основал христианский молодёжный центр в Тарту. Он является членом общества Генерала Йохана Лайдонера и студенческого братства «Корпус Сакала».
В 2009 году он стал популярным в своей стране за второе место в эстонском конкурсе вокалистов «Laulud tähtedega». Он пел вместе с победительницей конкурса «Эстония ищет суперзвезду» Биргит Ойгимеель.
9 апреля 2015 года назначен министром социальной защиты во втором правительстве Таави Рыйваса.
6 июня 2015 года избран лидером партии Союз Отечества и Res Publica, сменил Урмаса Рейнсалу.
23 ноября 2016 года назначен министром обороны в первом кабинете Юри Ратаса.
В 2017 году присоединился к движению «Эстония 200».
17 апреля 2023 года назначен министром иностранных дел в третьем правительстве Каи Каллас.
Маргус Цахкна говорит на эстонском, английском и русском языках.

## Личная жизнь
Женат, воспитывает четверых детей.

## Награды
- Крест Добрососедства (2024 год, Объединённый переходный кабинет Беларуси)[1].